# Port lotniczy Divo
Port lotniczy Divo (IATA: DIV, ICAO: DIDV) – port lotniczy położony w Divo, w regionie Sud-Bandama, w Wybrzeżu Kości Słoniowej.